# جيورجيي موجسوف
جيورجيي موجسوف (بالمقدونية: Ѓорѓи Мојсов)‏ هو لاعب كرة قدم ومدرب كرة قدم شمال مقدوني في مركز الوسط، ولد في 27 مايو 1985 في كافادارشي في مقدونيا الشمالية. شارك مع منتخب جمهورية مقدونيا تحت 19 سنة لكرة القدم. أما مع النوادي، فقد لعب مع غيور تورنا أوزتالي ونادي أوتسيلول غالاتسي ونادي بارتيزان ونادي بيليستر ونادي رابوتنيتشكي ونادي رينوفا ونادي فاردار ونادي ميتالاك ونادي هوريزونت تورنوفو.

## وصلات خارجية
- جيورجيي موجسوف على موقع قاعدة بيانات كرة القدم.إي يو (الإنجليزية)
- جيورجيي موجسوف على موقع Soccerway.com (الإنجليزية)
- جيورجيي موجسوف على موقع عالم كرة القدم.نت (الإنجليزية)